# Glitajny (powiat bartoszycki)
Glitajny (niem. Glittehnen) – osada w Polsce położona w województwie warmińsko-mazurskim, w powiecie bartoszyckim, w gminie Bartoszyce. W latach 1975–1998 miejscowość należała administracyjnie do województwa olsztyńskiego.

## Historia
W 1889 r. w Glitajnach znajdowała się siedziba majątku ziemskiego, który wraz z folwarkami w Węgorytach i Witoszynie miał powierzchnię 583 ha. Glitajny w latach dwudziestych XX wieku należały do Georga Borrmanna.

## Dwór
Klasycystyczny dwór w Glitajnach wybudowany został w połowie XIX wieku. Dwór wzniesiony został na rzucie prostokąta, z dwukondygnacjnym ryzalitem na osi elewacji frontowej. Dwór posiadał ażurową werandę od strony parku. Budynek posiada dach dwuspadowy pokryty czerwoną dachówką. Reprezentacyjne wnętrza zdobine są stiukami.
W 1946 r. Glitajny zostały siedzibą Państwowych Nieruchomości Ziemskich, zarządzanych w Glitajnach przez Stefana Błociszewskiego. Po II wojnie światowej we dworze znajdowała się szkoła podstawowa. Po likwidacji szkoły w latach siedemdziesiątych XX wieku opuszczony budynek stopniowo popadał w ruinę. Dwór od roku 2000 jest własnością prywatną. Budynek został odremontowany i uporządkowany został przyległy park, m.in. wycięte zostały samosiejki.
W 1983 r. Glitajny były Państwowy Gospodarstwem Rolnym (PGR). We wsi były 23 domu z 58 mieszkańcami. W tym czasie działał klub i świetlica.
Zobacz też: Glitajny